# Phlugis maculata
Phlugis maculata är en insektsart som beskrevs av Nickle 2003. Phlugis maculata ingår i släktet Phlugis och familjen vårtbitare. Inga underarter finns listade i Catalogue of Life.